# Kały Sułajmanow
Kały Sułajmanow (kirg. Калы Сулайманов; ur. 20 lutego 1996) – kirgiski zapaśnik walczący w stylu klasycznym. Siódmy na mistrzostwach świata w 2018. Piąty w Pucharze Świata w 2022, a także trzeci w zawodach indywidualnych w 2020. 
Zajął piąte miejsce na mistrzostwach Azji w 2017. Triumfator halowych igrzyskach azjatyckich w 2017. Mistrz świata juniorów w 2017 roku.